# Savon d'Alep
Le savon d'Alep  est un savon originaire de la ville d'Alep (Syrie), fabriqué à partir d'huile d'olive, et contenant de l'huile de baies de laurier.

## Description

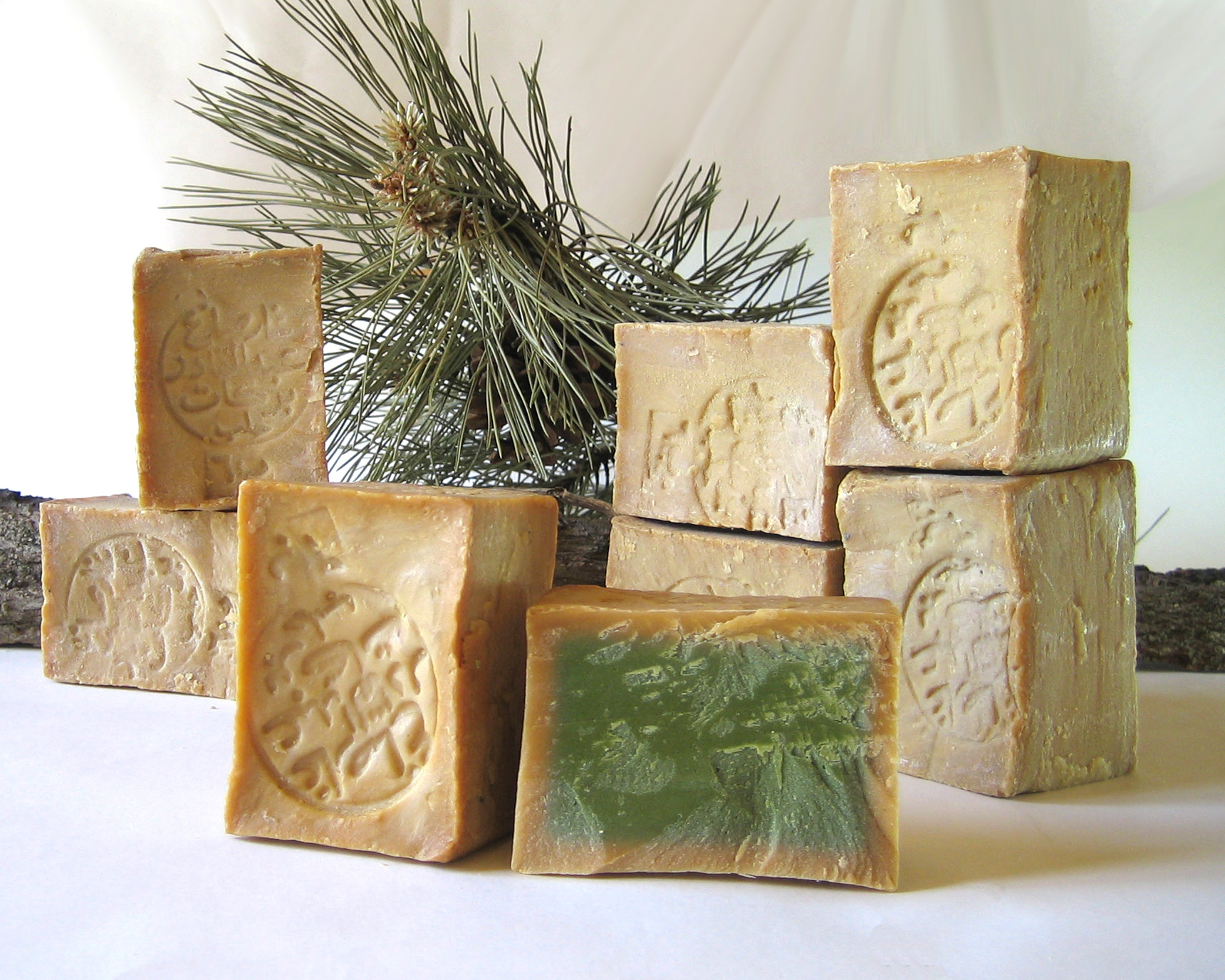
Un savon ici est coupé en deux, montrant ses deux couleurs.

### Aspect
Le savon d'Alep traditionnel se présente sous la forme d'un pain cubique marron à l'extérieur et vert à l'intérieur, sur lequel sont inscrits le nom du fabricant, le lieu de fabrication (حلب pour Alep en arabe), ainsi que la qualité du savon.

### Ingrédients
Les ingrédients de la recette originale sont l'huile d'olive, l'eau, l'huile de baies de laurier et la soude végétale.

### Propriétés
Le savon d'Alep est dit « surgras » car il lui est ajouté, en fin de saponification, de l'huile de baie de laurier, dont la concentration et les pourcentages varient pour des utilisations diverses. Cette huile, aussi appelée « beurre de laurier », ne doit pas être confondue avec l'huile essentielle de laurier, obtenue par distillation des feuilles, et non issue du fruit (baie).
Le savon d'Alep a la particularité de flotter dans l'eau (sauf si la concentration en huile de baie de laurier est très importante).
Ce savon peut se garder dans un endroit sec des années sans perdre ses propriétés.
L'huile de baie de laurier offre des propriétés anti-bactériennes et cicatrisantes[source insuffisante].

## Histoire

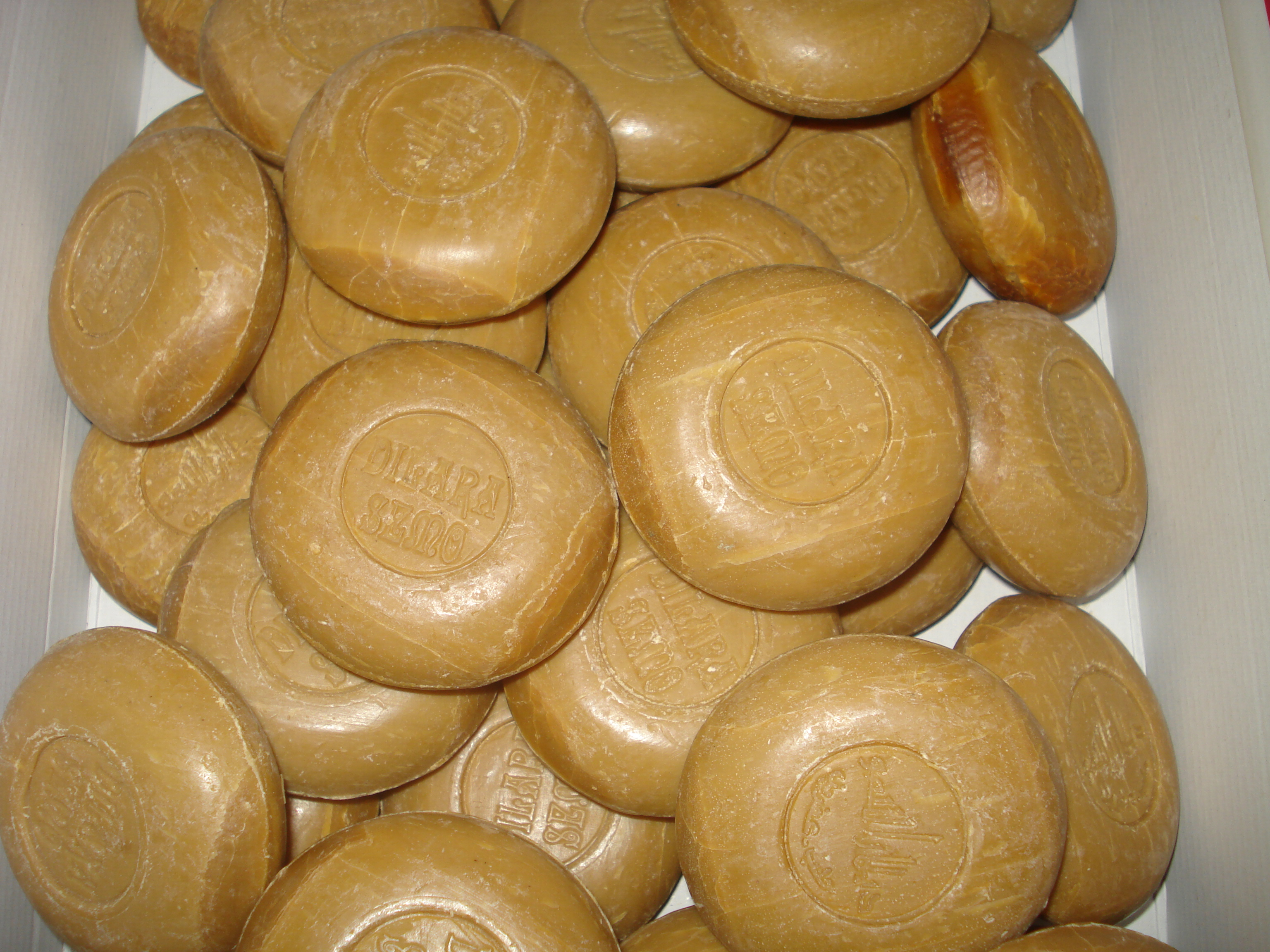
Savons d'Alep moulés pour le marché international, moins authentiques que les cubes traditionnels.

Le savon d'Alep a été élaboré, à l'origine, dans la ville d'Alep il y a 3 500 ans. Il est considéré comme le plus vieux savon du monde,.
Sa recette aurait atteint l'Europe au XIIe siècle lors des croisades. Des savonneries virent le jour en Espagne (voir savon de Castille) et en Italie. La production reste cependant faible. Il est le lointain ancêtre de l'ensemble des savons durs et, en particulier, celui du savon de Marseille,, qui lui date de la fin du XVe siècle.
Même si l'appellation d'origine n'est pas protégée,, il est surtout fabriqué à Alep et alentour comme la vallée de l’Afrin. La violence de la bataille d'Alep lors de la guerre civile syrienne a compromis sa fabrication, et a poussé les fabricants à délocaliser leur production dans d'autres régions en Syrie et à l'étranger, comme en Tunisie ou en France.
Depuis la fin de la bataille, plusieurs savonniers ont repris leur production dans Alep et sa banlieue. « La production en 2018 devrait atteindre environ 1 000 tonnes… contre 20 000 en 2010 ».
L'artisanat du savon Ghar d'Alep est inscrit sur la liste représentative du patrimoine culturel immatériel de l'humanité par l'UNESCO en 2024.

## Fabrication

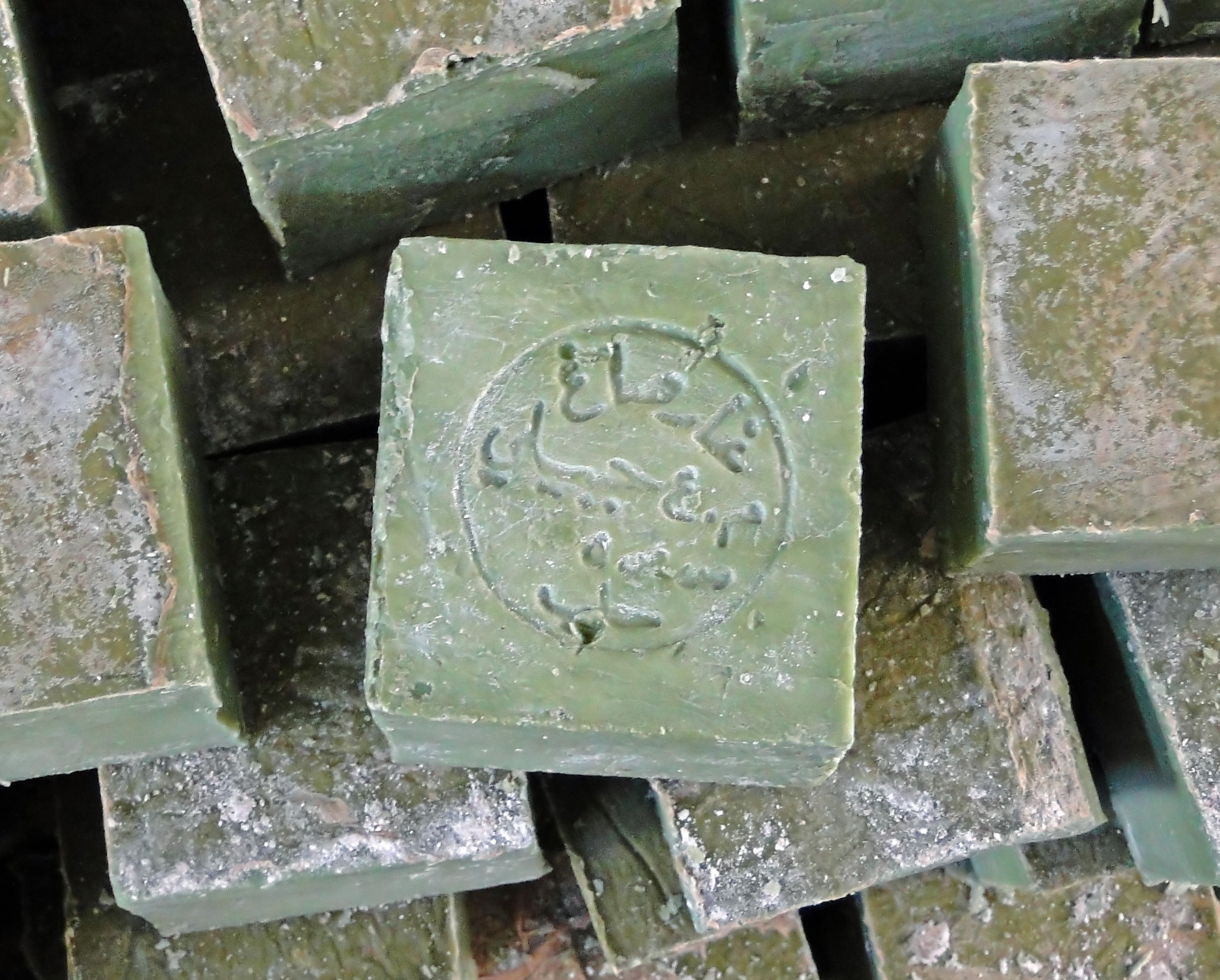
Savon d'Alep en séchage.

Pour obtenir la saponification, l'huile d'olive est mise dans une cuve enterrée, avec de l'eau et de la soude d'origine végétale (salicorne, salsola kali). Le contenu est chauffé jusqu'à ébullition dans des chaudrons de cuivre pendant trois jours. Durant cette période, la réaction chimique transforme l'huile en savon liquide. L'huile de baie de laurier est alors ajoutée en fin du processus.
La pâte est étalée sur le sol de l'atelier, recouvert de papier paraffiné. Pendant que le savon refroidit, des ouvriers, avec une planche attachée à chacune de leurs chaussures, marchent sur le savon pour uniformiser son épaisseur. Ensuite, le savon, toujours sur le sol, est coupé en blocs avec un instrument qui ressemble à un râteau, et les pains sont estampés.
Après l'estampillage et un séchage suffisant, les savons sont stockés dans une cave, où ils vieillissent entre 6 mois et 3 ans. Pendant le vieillissement, plusieurs modifications se produisent : la soude qui n'a pas réagi avec l'huile se décompose ; le taux d'humidité diminue.

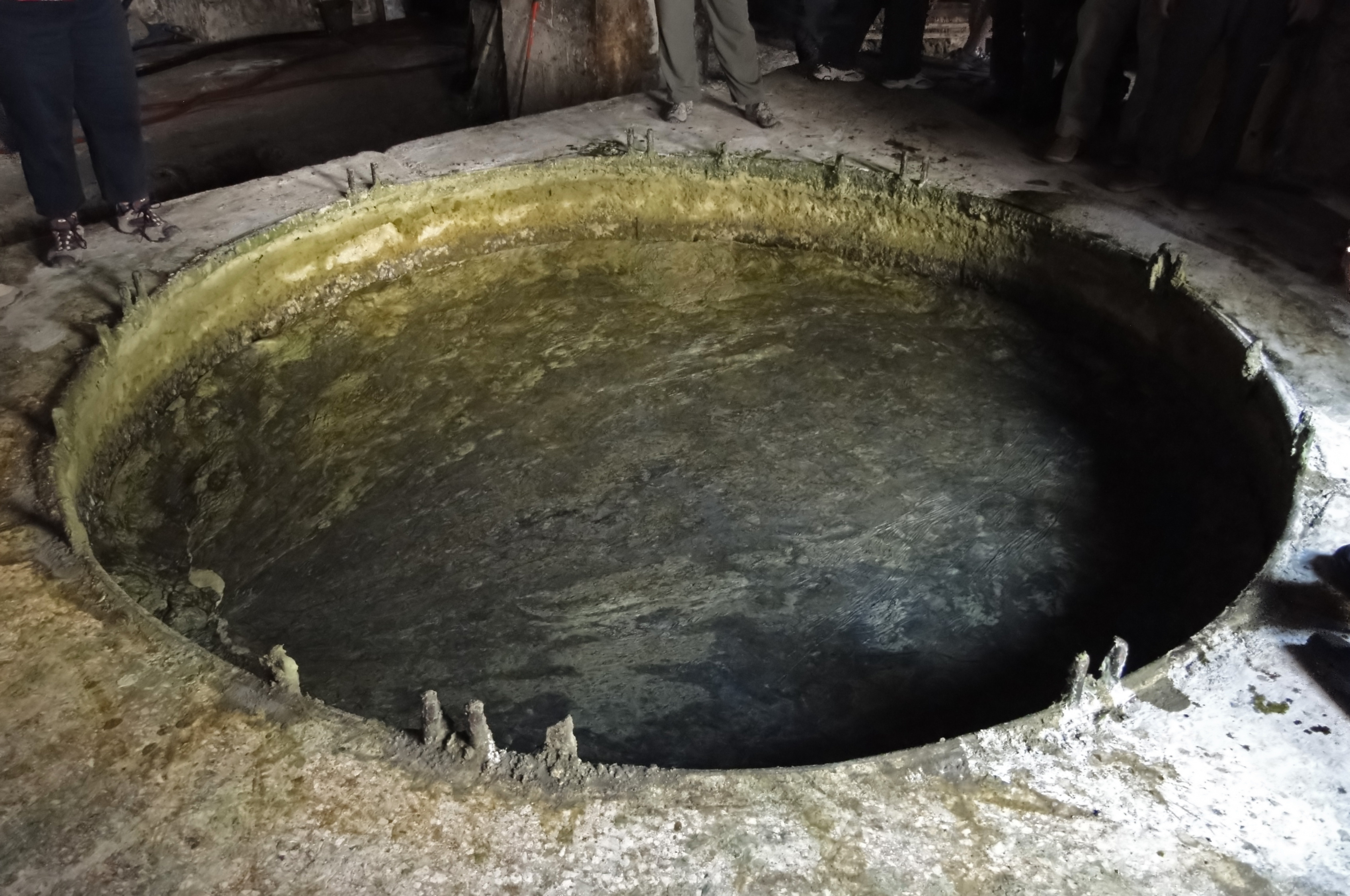
Saponification.
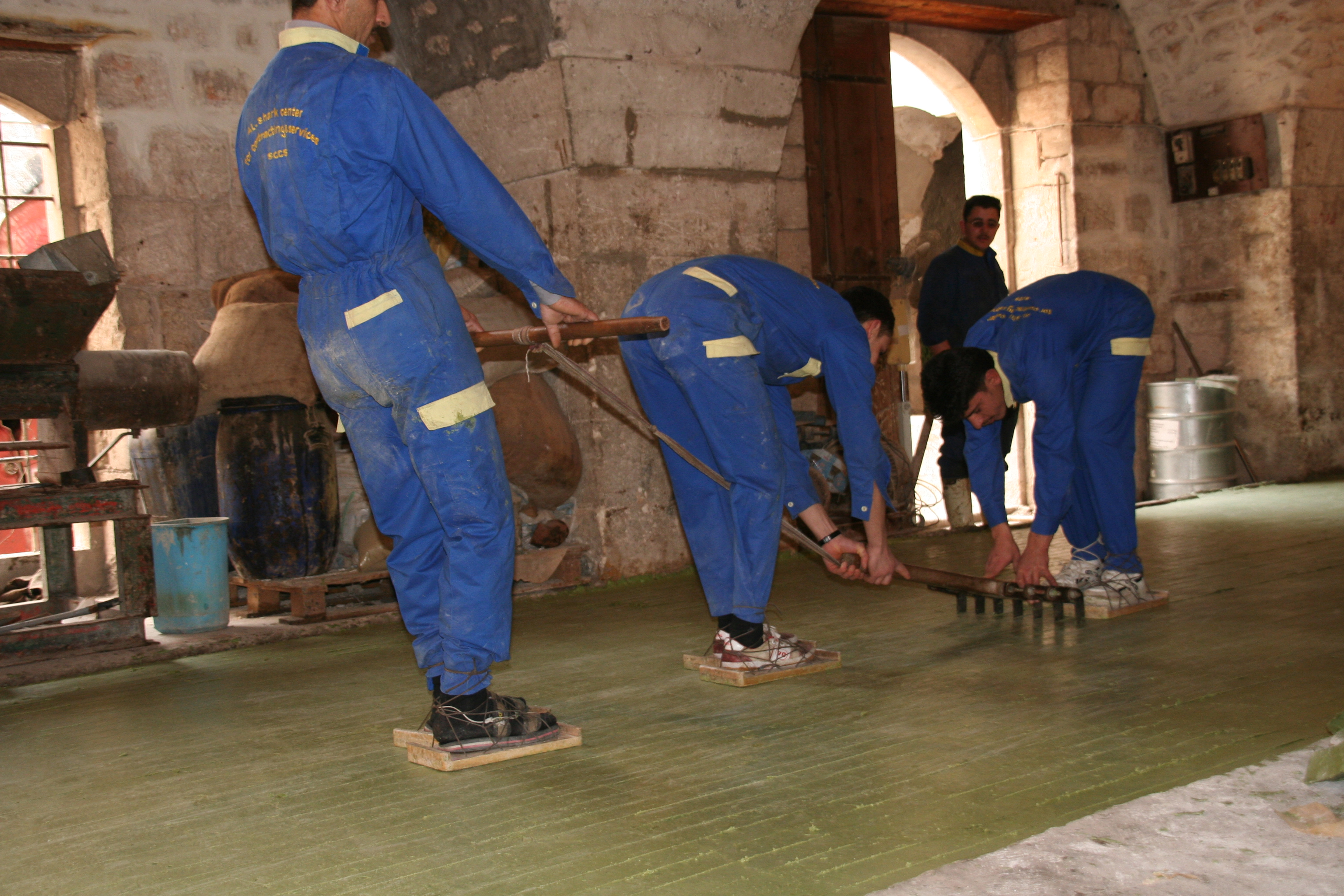
Tranchage.
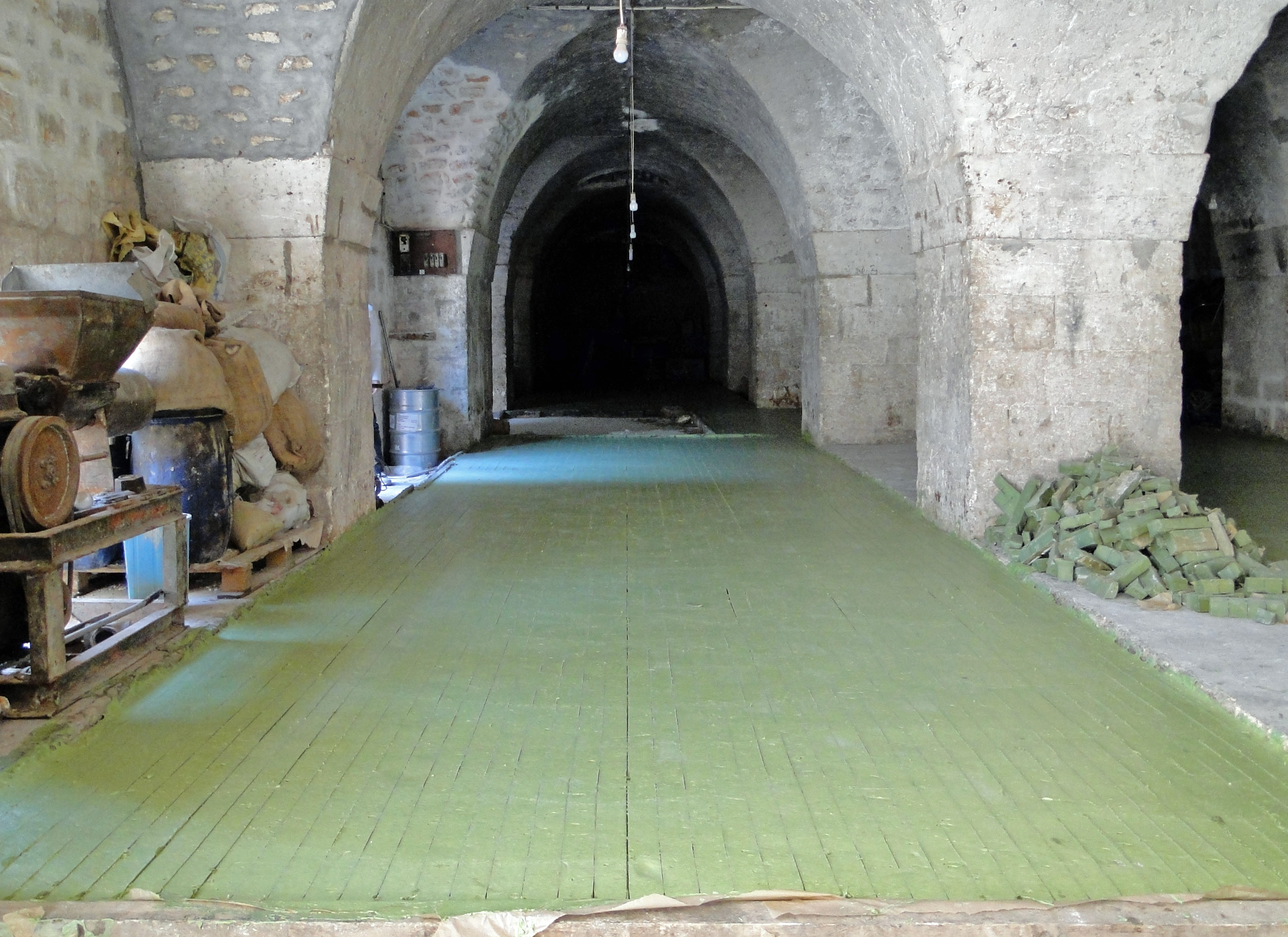
Refroidissement.
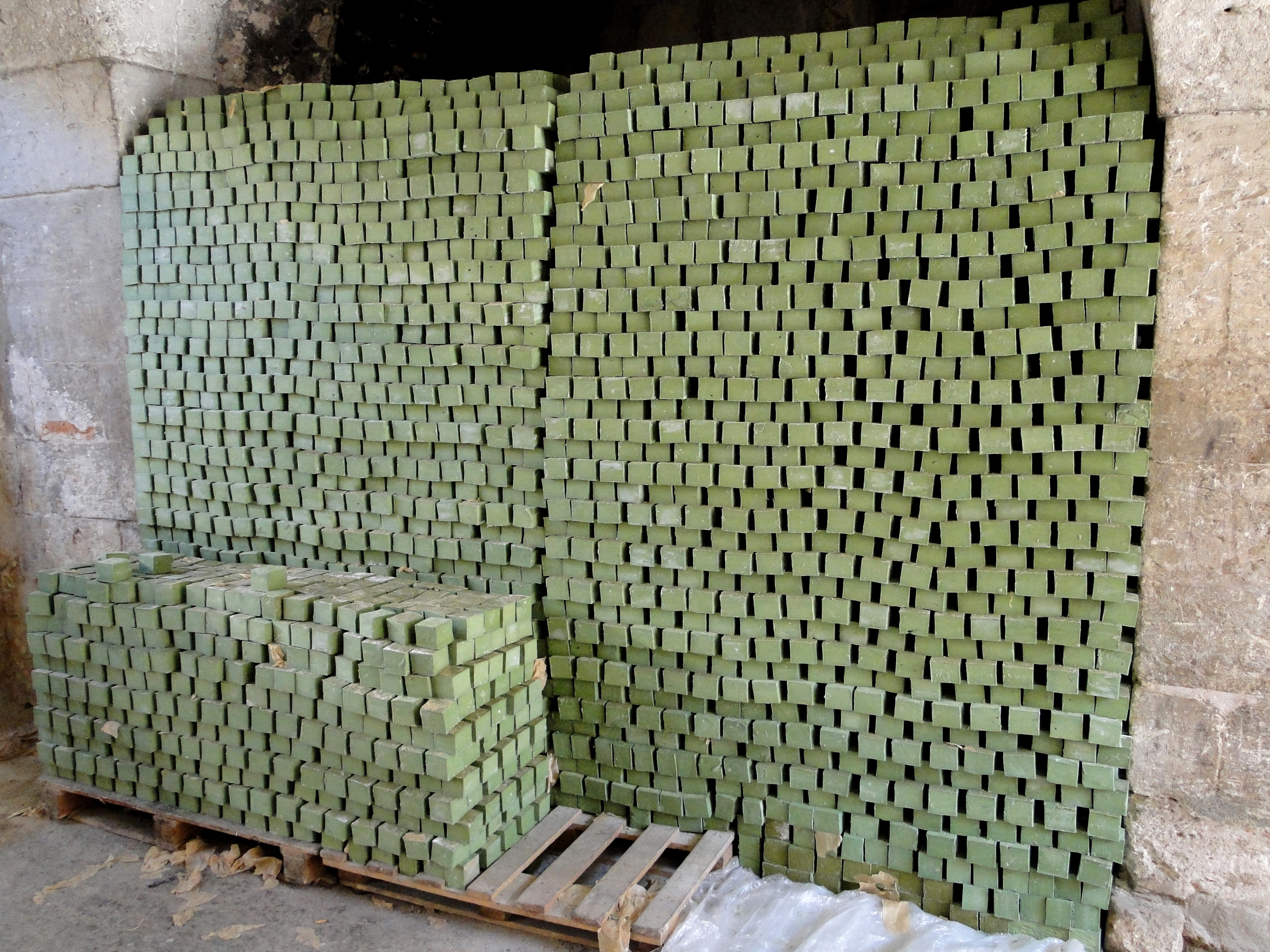
Séchage.